# Dobrivleanî, Strîi
Dobrivleanî (în ucraineană Добрівляни) este o comună în raionul Strîi, regiunea Liov, Ucraina, formată numai din satul de reședință.

## Demografie
Componența lingvistică a comunei Dobrivleanî
     Ucraineană (99,15%)
     Alte limbi (0,85%)
Conform recensământului din 2001, majoritatea populației comunei Dobrivleanî era vorbitoare de ucraineană (99,15%), existând în minoritate și vorbitori de alte limbi.